# 김장청
김장청(金長淸, 생몰년 미상)은 신라의 관인(官人)으로 관직은 집사랑(執事郞)이었다.
김유신(金庾信)의 현손으로 김유신의 행적을 정리한 《행록》(行錄) 10권을 저술하였다고 알려져 있다. 이 행록은 고려 중엽까지 전해졌으며 《삼국사기》(三國史記)의 김유신열전은 이를 바탕으로 쓰여졌다.

## 김유신행록(金庾信行錄)
김장청은 생전에 자신의 현조(玄祖) 김유신의 행적을 정리한 《행록》(行錄)  10권을 저술하였다고 알려져 있다. 이 김유신행록은 고려 중엽까지 전해졌으며, 《삼국사기》의 저자 김부식은 이 김장청의 《행록》을 바탕으로 《삼국사기》 열전 전체 분량의 1/3에 달하는 김유신의 열전(상, 중, 하)을 저술하였다.

### 서술 양상
고려 중엽까지는 현존했던, 김장청이 저술한 이 《행록》에 대해서 김부식은 "자못 꾸며낸 말(釀辭)이 많다"라고 평하고 있다.
유신의 현손인 신라 집사랑 장청이 《행록》 10권을 지어 세상에 전해오는데, 자못 꾸며낸 말(釀辭)이 많다. 그런 까닭에 그러한 내용을 빼버리고, 그중에 적어둘 만한 것을 가져다가 이 열전을 지었다.

김부식이 말한 '꾸며낸 말'의 의미는 생각하기에 따라서 다양하게 해석할 수 있는데, 단순히 '지어낸 말'일 수도 있고, '부풀린 말' 또는 '번잡한 말'일 수도 있다. 즉 사실 여부에 관한 것일 수도 있고, 표현의 문제일 수도 있는 것이다. 전자의 경우 유교적인 술이부작(述而不作)의 원칙에 따라 유교적인 견지에서 '교화'에 별 도움이 되지 않는 것으로 간주되는, 으레 괴력난신(怪力亂神)으로 분류되는 초현실적이고 비합리적인 신화, 설화에 대한 언급을 최대한 배제한다는 유교적인 역사 서술 원칙과 관련이 있고, 후자의 경우는 중국 한문 문장의 문장 구성이나 서술 방식을 전범으로 삼는 견지에서 비추어 옛 기록의 표현 방식이나 문장 구성, 사건에 대한 서술 태도가 번잡하다는 의미로 해석될 수도 있다.

### 편찬 배경
김장청이 《행록》을 저술한 배경에 대해서는 혜공왕 6년(770) 김융의 모반에 연루되어 타격을 입고 몰락해가던 김유신의 후손이 김유신계의 복권을 위해 김유신을 현창함으로써 집안의 과거 위상을 회복시키려는 의도에서 저술되었다고 여겨진다.
이기백은 김장청의 관직인 집사랑이 신라 역사상 최고의 공신이자 영웅으로 손꼽히는 김유신의 후손이라기에는 (단순히 김장청 자신의 개인적인 능력 문제라고 해도) 지나치게 미관말직이었다는 점을 지적하며, 그 배경을 신라의 삼한일통 이후 신라에서 무열왕계 전제로 인한 왕권 강화 정책과 그에 수반한 기존 귀족 세력에 대한 견제와 숙청을 제시하였다.
무열왕대를 기점으로 전성기를 구가하던 김유신의 집안이 몰락하게 되는 결정적인 계기는 혜공왕 6년(770년)에 일어난 김융의 난이었는데, 《삼국유사》 미추왕죽엽군조에서 혜공왕 15년(779년)에 김유신의 무덤에서 일어난 회오리바람(문맥상 김유신의 원혼)이 미추왕(味鄒王)의 무덤으로 들어가 "지난 경술년에 내 자손이 무고하게 죽임을 당했다"고 탄식했다는 대목에서 경술년 즉 혜공왕 6년(770년)에 있었던 김융의 모반에 김유신 집안 역시 말려들어 큰 타격을 입었으며, 《삼국유사》의 해당 설화 역시 이러한 인식을 반영한 것으로 해석된다.
김장청이 《행록》을 지은 배경에는 당시 신라 사회에서 푸대접받던 김유신 후손들의 불만과 위기의식이 자리잡고 있었고, 김융의 일 이후에 김유신 후손들의 신원 운동이 벌어졌던 흐름에서 김장청 역시 이 흐름에 동조하여 위대한 선조의 업적을 기록한 《행록》을 지어 유포함으로써 실추된 집안의 위상을 회복하려고 했던 것으로 볼 수 있다. 따라서 《행록》이 갖는 의미는 김장청 자신의 개인적인 관심사에 그치지 않고 김유신 집안 전체의 염원을 대변한 것이고 나아가 삼한일통의 주역이었던 무열왕계 왕실과 김유신 후손 이렇게 두 일가의 결속과 위상 제고를 위한 노력의 일환으로까지 해석될 수 있는 것이다.
이러한 《행록》 서술 당시의 분위기, 서술자의 입장이나 서술자와 그 서술 대상이 된 인물 사이의 관계를 고려할 때 《행록》에는 확실히 서술 대상에 대한 숭앙 의도가 크게 작용하여 결과적으로 사실의 과장이 있을 수밖에 없고, 또한 집안의 내력이나 그와 관련된 이야기 등도 적지 않은 비중을 차지하게 되어 매우 번잡한 모습을 띨 수밖에 없다. 공식적인 입장에서 본다면 그러한 내용이나 표현들은 지극히 일반을 제외하고는 '번쇄한' 또는 '내용이 과장된', '표현이 거친' 불필요한 것이고, 김부식이 언급한 '꾸며낸 말'이란 유학자로써의 합리주의적 견지에서 괴이하고 허탄한 내용으로 분류될 초현실적인 설화뿐만 아니라 행장류에서 자주 볼 수 있는 집안의 위인에 대한 지나친 과장과 현창의 문구를 가리킨다고 할 수 있다.

### 내용
《삼국사기》 열전의 내용은 국자박사 설인선이 지었다는 김유신의 비문을 두 번 인용한 것과 주, 편찬 경위, 논찬을 제외하고는 모두 《행록》에서 취재한 것이다. 열전에서 김유신의 사망 이후 서술은 그의 처자에 대한 언급이나 흥덕왕대에 흥무대왕으로의 추봉, 차남 원술의 사적과 손자 윤중의 사적, 윤중의 서손인 암의 사적, 혜공왕 15년(779년)에 김유신묘에서 일어난 사건, 현손 장청의 행록 저작(즉 김유신열전의 편찬 경위) 그리고 김유신에 대한 김부식 자신의 논찬으로 구성되어 있다. 김유신 자손에 대한 기록은 김장청과 같은 세대인 김암에 이르기까지 세대별로 특기할 만한 인물들의 사적을 기술하고 있는데, 모두 《행록》에서 취재한 것으로 볼 수 있다.

#### 관산성 전투와 김무력
김유신의 할아버지 김무력(金武力)은 신주군주(新州軍主)로 있던 554년 백제, 가야, 왜 연합군의 관산성(管山城) 공격에서 백제의 공격을 격퇴하였고, 이 과정에서 성명왕을 전사시키는 공을 세웠다. 삼국사기 김유신열전 하에서는 문무왕의 발언으로 "옛날 백제의 명농왕(明穠王)이 고리산(高利山)에 있으면서 우리 나라를 치려고 꾀하였을 때, 유신의 조부 무력 각간이 장수가 되어 맞아 쳐서, 승세를 타고 그 왕 및 재상(宰相) 4명, 사졸들을 사로잡아 그 침입을 좌절시켰다"고 언급하고 있고, 같은 책 김유신열전 상에서도 김무력이 관산성 전투에서 백제의 성명왕을 잡아 죽인 공을 거론하고 있는데, 삼국사기 본기와 대조해 보면 기록에서 세세한 차이점이 있다.
할아버지 무력은 신주도행군총관(新州道行軍摠管)이 되어, 일찍이 군대를 거느리고 백제 왕과 그 장수(將) 4명을 사로잡고, 1만여 명을 목베었다.

백제왕 명농(明穠)이 가야(加良)와 함께 와서 관산성을 공격하였다. 군주(軍主)인 각간(角干) 우덕(于德)과 이찬(伊飡) 탐지(耽知) 등이 맞서 싸웠으나 전세가 불리하였다. 신주군주 김무력이 주병(州兵)을 이끌고 나아가 전투를 벌였는데, 비장(裨將)인 삼년산군(三年山郡)의 고간(高干) 도도(都刀)가 갑자기 공격하여 백제왕을 죽였다. 이에 여러 군대들이 승기를 타고 크게 이겨 좌평(佐平) 4명과 사졸(士卒) 29,600명의 목을 베었고, 한 필의 말도 돌아간 것이 없었다.

관산성 전투에 관한 신라본기의 기록과 김유신열전의 기록은 관산성 전투에서 백제왕이 언급되는 것은 같은데, 본기에서는 '좌평'이었던 것이 열전에서는 '재상' 또는 '장수'로 바뀌어 있고, 이는 '좌평'으로 전승되어 오던 것을 어느 시점에서 '재상' 또는 '장수'로 개서되고 김장청이 행록 저술 단계에서 개서된 것을 그대로 인용하였으며, 김부식이 김유신열전을 찬술하면서 행록이 인용한 개서된 기록을 그대로 전재하였다고 추정되고 있다.

#### 김춘추 구출
선덕대왕 11년 임인(642년)에 백제의 대야성 공격으로 김춘추의 딸 고타소와 사위 김품석이 죽자 김춘추는 백제에 원수를 갚겠다며 고구려에 군사를 빌리러 사신으로 갔다가 신라에 대해 옛 고구려 영토의 반환을 요구하는 고구려에 억류되었고, 이에 김유신이 군사를 모아 고구려를 공격하려 계획을 세우자 이를 접한 고구려에서 김춘추의 억류를 풀어 주었다. 이후 김춘추는 고구려와의 연계를 포기하고 왜국에 이어 당과의 제휴를 꾀했고, 이는 신라-당 동맹에 이어 나-당 연합군에 의한 백제, 고구려의 멸망으로 이어지게 되는 중요한 계기가 되었다.
김유신열전에서는 이 과정에 대해서 신라본기에서 언급하지 않은 세세한 사건들을 기록하였는데, 김춘추가 고구려로 떠나기 전에 김유신과 맹세하여 김춘추가 60일 안에 돌아오지 못하면 군사를 일으켜 고구려를 치겠다고 김유신과 함께 손가락을 깨물어 피를 내어 서로 나누어 마셨다는 것, 김춘추가 고구려로 가는 길에 대매현(代買縣) 사람 두사지(豆斯智) 사간(沙干)으로부터 푸른 베(靑布) 3백 보를 받았고 이것을 김춘추가 억류되었을 때 보장왕의 측근 선도해에게 뇌물로 바쳐 선도해가 김춘추에게 억류에서 풀려날 방법을 은근히 알려 주게 되는 계기가 되었다는 것, 김춘추가 말한 60일이 지나자 김유신이 결사대 3천 명을 모으고 선덕여왕으로부터 군사 동원의 허락까지 받아 냈으며 이것이 신라에 간첩으로 와 있던 고구려 승려 덕창에 의해 고구려에 보고되어 고구려에서 김춘추를 풀어 주게 하였다는 것 등이다. 《삼국사기》 김유신열전은 이 부분을 기록하고 "이는 본기(本記) 진평왕(眞平王) 12년에 적혀 있는 것과 동일 사건이지만 조금 다르다. 모두 고기(古記)에 전하므로 둘 다 남겨 둔다"는 주기를 붙였다. 이강래는 《삼국사기》 주기에서 언급한 '고기'란 고기라는 제목을 붙인 책 제목이 아니라 단순히 '옛 기록'이라는 의미이며, 해당 김유신열전 기록의 원전은 김장청이 찬술한 《행록》에 전하는 기록이라고 지적하고 있다.

#### 북한산성 전투에서의 천문·기상상 이변
《삼국사기》 본기에는 태종 무열왕 8년(661) 고구려와 말갈의 연합군이 술천성(述川城)에 이어 북한산성(北漢山城)을 공격했을 때 북한산성의 성주였던 대사(大舍) 동타천(冬陁川)이 이를 상대로 20일을 버텼고, 성안에 양식이 다하고 힘이 부칠 무렵에 고구려군 진영에 큰 별이 떨어지고 뇌성폭우가 쏟아지자 고구려군이 북한산성의 포위를 풀고 물러났다고 적고 있다. 본기는 고구려군의 철수를 이끌어낸 이러한 천문·기상상의 이변을 성주 동타천의 간절한 기도에 의한 것이었다고 서술하였는데, 열전에서는 김유신이 불사(佛寺)에 나아가 제단을 설치하고 기도하였더니 마침 하늘의 변괴가 있었다고 전하여 김유신과 연결지어 서술하고 있다. 한편으로 《삼국유사》에는 성부산(星浮山)에 제단을 설치하고 신술을 쓰니, 홀연히 큰 항아리만한 광채가 단 위로부터 나와, 이내 별이 되어 북쪽으로 날아갔다고 전하여 삼국사기 본기나 열전과도 차이를 보이며 이는 북한산성 전투에서의 천문·기상 이변과 관련해서 이미 당대에도 다양한 전승 자료가 존재하였음을 엿볼 수 있다. 박찬흥은 열전에서 북한산성에서의 천문·기상 이변을 김유신의 행위로 부회한 것은 김장청이 행록을 저술하면서의 일로 보았다.

#### 직관의 당풍 표기
또한 김유신 및 그의 부조인 김무력, 김서현의 관직을 기록함에 있어서 열전은 본기나 다른 열전 기록에 등장하는 '남천군주', 기존의 신라식 관등이나 직책을 중국식으로 부회한 '신주도행군총관'(新州道行軍摠管), '대량주도독 안무대량주제군사'(大梁州都督安撫大梁州諸軍事), 등으로 표기하고 있는데, 당나라와 통일전쟁기의 '행군총관'의 사례를 참조하여 당풍으로 부회한 것이라고 지적하였다.

## 가계
김장청의 가계에 대해서 《삼국사기》에는 김윤중의 손자라고 되어 있고, 《김해김씨 족보》에는 아들로 기록되어 있다.
- 할아버지: 김윤중
- 아버지: 김융(金融)?
  - 부인: 박씨(朴氏) - 박회(朴檜)의 딸
    - 장남: 김웅원(金雄元)
    - 차남: 김웅윤(金雄允)

일설로 김융(金融)이 김장청의 아버지로 추정되기도 한다.

### 김암과의 관련성
윤경진은 《삼국사기》 및 《삼국유사》의 태종 묘호 논쟁 기사를 분석하여, 김유신열전의 원사료로 이용된 김유신행록의 저자 김장청이 김암과 동일인물이며 행록 찬자에 대한 정보(김장청)는 국내에서 쓰던 이름으로 전승되었던 반면 본문에는 재당 활동 때의 이름(김암)으로 실린 것이라고 주장하였다.
이에 대해 윤진석은 윤경진이 《삼국사기》 김유신열전의 구조를 전혀 고려하지 않고 자신의 논지를 보강하기 위해 멋대로 끌어다 붙인 것에 불과하다고 비판하였다.

### 내용
1. ↑  한국 학계에서는 논자에 따라서 '김유신행록'[1] 또는 '흥무대왕행록'(興武大王行錄)[2]이라는 제목이 사용되고 있지만 , 《삼국사기》에는 제목을 단순히 '행록'이라고만 약칭하고 있고, 김장청이 처음 저술할 때의 제목이 무엇이었는지는 알 수 없다. 본 항목에서는 편의상 '김유신행록'이라고 부른다.